# B.J. Whitmer
Benjamin Whitmer, né le 25 janvier 1978, est un catcheur professionnel américain, qui travaillait à la Ring of Honor sous le nom de B.J. Whitmer. Il a gagné durant sa carrière quatre fois le ROH World Tag Team Championship.

## Carrière

### Circuit Indépendant (2000-2005)
B.J. Whitmer, entraîné par Les Thatcher, commença le 23 janvier 2010 à la Heartland Wrestling Association. Après avoir fait équipe avec Jamie Noble, il remporta son premier titre, le Cruserweight Championship, deux ans après son arrivée dans cette fédération. Il perdra son titre le 10 août contre Rory Fox. En même temps, il intègre la Independent Wrestling Association Mid-South, où il remporta deux titres mondiaux. Il fait également quelques apparitions dans les fédérations japonaises.

### Ring of Honor (2003-2008)

#### Débuts, The Prophecy et équipe avec Dan Maff (2003-2005)
B.J. Whitmer fait ses débuts à la Ring of Honor en janvier 2003, lors de Revenge on the Prophecy. Son premier match important fut contre CM Punk le 12 avril, match qui se termine en No-Contest. Le 31 mai, il perd face à Dan Maff. Le 14 juin, il s'associe avec Raven pour affronter Colt Cabana et CM Punk mais ils perdent le match. Le 19 juillet, à Death Before Dishonor, il remporte un Four Corner Survival match, lui permettant d'affronter le 9 août le champion en titre Samoa Joe pour le ROH Championship, mais il ne remporte pas le match.
Le 22 décembre, il perd face à Matt Striker. Plus tard dans la soirée, il rejoint The Prophecy, un clan heel mené par Christopher Daniels car ce dernier était en rivalité avec CM Punk. Le 10 janvier, The Prophecy (Whitmer, Daniels et Maff) affronte The Second City Saints (Punk, Cabana et Ace Steel) mais ce match finit en bagarre, le match se terminant en No-Contest. Après le match, Punk blesse scénaristiquement Daniels (en réalité, il devait rejoindre la TNA). Mais la rivalité entre les deux équipes continue durant 2004. Le 15 mai, lors de Round Robin Challenge III, lui et Maff remportent les ROH World Tag Team Championship en battant Punk et Cabana mais les perdent plus tard dans la soirée contre Jay Briscoe et Mark Briscoe. Ils effectuent un face-turn en dissolvant The Prophecy et entament ensuite une longue rivalité avec leur ancien manageur Allison Danger. Ils remportent à nouveau les titres par équipe le 19 février 2005 en gagnant contre Ricky Reyes et Rocky Romero. Le titre devient vacant le 2 avril à la suite du départ de Dan Maff.

#### Équipe avec Jimmy Jacobs, rivalités au sein de l'équipe et The Hangmen Three (2005-2008)
Le 2 avril 2005, il fait équipe avec Jimmy Jacobs et bat Samoa Joe et Jay Lethal pour remporter pour la troisième fois le ROH World Tag Team Championship. Ils perdent leurs titres le 9 juillet face à HC Loc et Tony DeVito. Ils gagnent leur match revanche et remporte à nouveau les ceintures par équipes le 23 juillet. Le 2 octobre 2005 à Unforgettable, B.J. Whitmer et Jimmy Jacobs recrutent la manageuse Lacey, l'équipe étant surnommée ainsi les Lacey's Angels. Dans le DVD Release of Hell Freezes Over, Jimmy Jacobs révèle qu'il était amoureux de Lacey, Jacobs n'étant plus assez concentré sur ses matchs, il coûte la victoire de l'équipe (rejoint par Adam Pearce) à Tag Wars 2006. Le lendemain, ils perdent contre Roderick Strong et Austin Aries pour les titres par équipe une nouvelle fois à cause de Jacobs, engendrant une rivalité entre Whitmer et Jacobs. Il apparait à Survival of the Fittest 2006 pour intervenir durant un match entre Jimmy Jacobs et Colt Cabana contre Chris Hero et Claudio Castagnoli. Brent Albright entre dans cette rivalité en défendant Jacobs. Lors de Final Battle 2006, Albright fait passer à travers une table Whitmer. Ce dernier se venge le 16 février 2007 en lui faisant subir le même sort.
Le 23 février, il perd face à Takeshi Morishima pour le ROH World Championship et ne remporte donc pas le titre. Il s'allie ensuite avec Adam Pearce et Brent Albright formant ainsi les Hangmen Three mais ne parviennent pas à récupérer les ceintures par équipes. En mars 2008, Pearce et Albright quittent l'équipe et Whitmer quitte la fédération.
Il rejoint le circuit indépendant en 2011 en catchant notamment à nouveau à la Heartland Wrestling Association où il remporta un nouveau titre mondial ou encore à la Dragon Gate USA mais sans réel succès.

### Retour à la ROH (2012-2018)

#### Retour et Diverses Rivalités (2012-2013)
Après 4 ans d'absence, il fait son retour le 22 février 2012 en perdant face à Jay Lethal. Il s'allie avec Rhett Titus pour s'emparer des titres par équipes détenus par The World's Greatest Tag Team (Charlie Haas et Shelton Benjamin) mais à Glory By Honor XI tout comme à Final Battle 2012, ils perdent leurs match. Haas et Whitmer s'affrontent à 11th Anniversary Show dans un No Holds Barred match remporté par Whitmer. Le 18 mai 2013, il perd face à Jay Briscoe pour le ROH World Championship. Le 22 juin, il bat Michael Bennett lors de Best in the World (2013). Le 3 août, ils s'affrontent à nouveau lors du premier tour pour remporter le titre mondial vacant. Le match finit sans vainqueur car Whitmer se blesse à la suite d'un piledriver de Bennett. Le 20 septembre, lors de Death Before Dishonor XI, il annonce qu'il quitte la fédération à la suite de sa blessure.
Il fait néanmoins quelques apparitions, notamment pour soutenir Jimmy Jacobs, son ancien rival, dans sa rivalité avec Adam Cole pour le titre mondial.

#### The Decade (2013-2018)

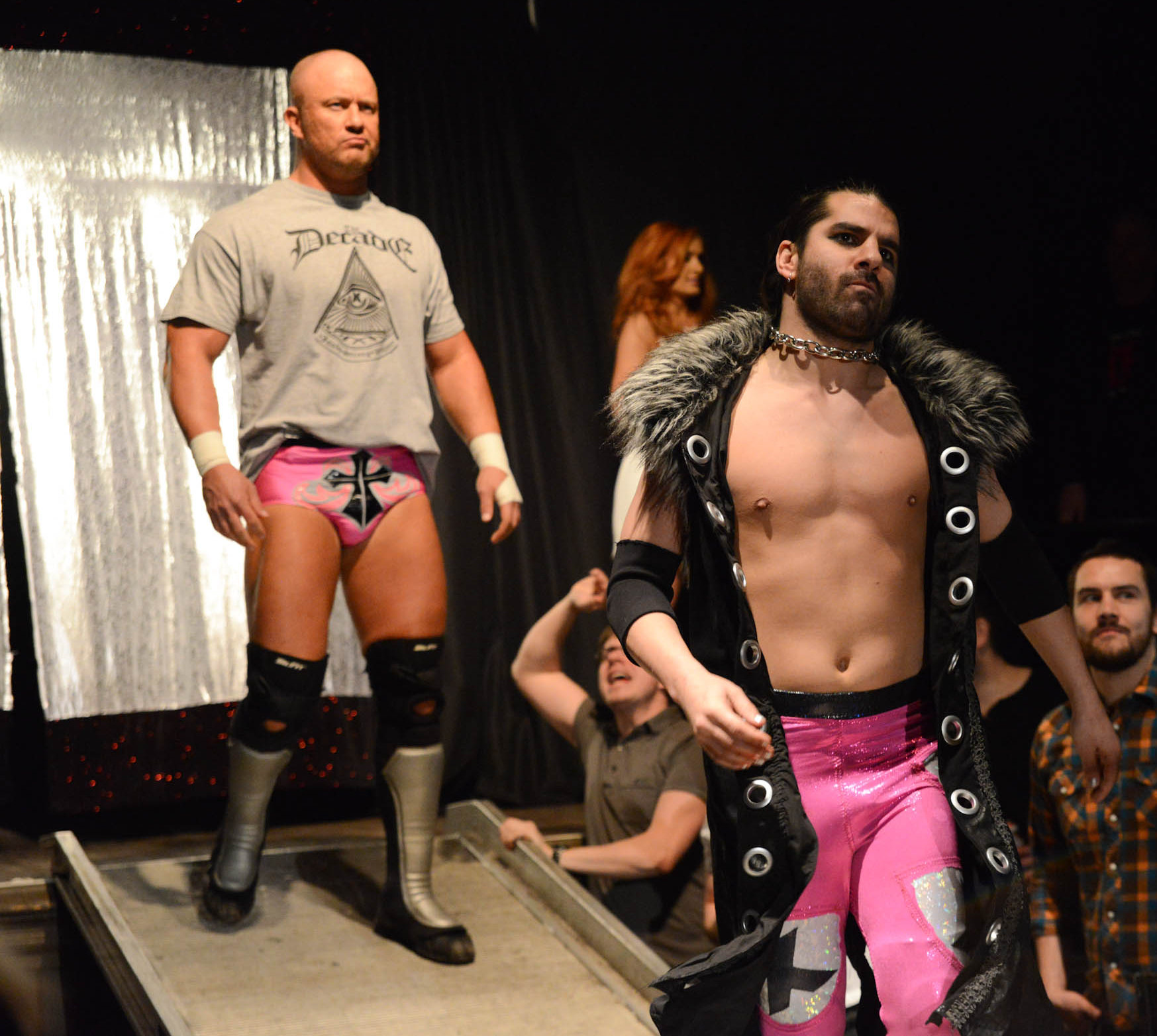
B.J. Whitmer et Jimmy Jacobs, représentant The Decade, en 2014.

Lors de Final Battle (2013), il fait équipe avec Eddie Edwards pour son dernier match à la ROH et battent Roderick Strong et Jay Lethal. À la fin du match, avec l'aide de Roderick Strong et Jimmy Jacobs, ils attaquent Edwards car ils en ont assez de voir des catcheurs partir sous les honneurs et forment un clan : The Decade. Le 4 janvier 2014, il gagne avec Jacobs contre Mark Briscoe et Adam Page après avoir tenté de recruter Mark Briscoe dans leur équipe. Le 8 février, il bat Raymond Rowe. The Decade battent Mark Briscoe, Cedric Alexander et Adam Page lors de 12th Anniversary Show. The Decade recrute ensuite Adam Page dans leur clan. Lors de Supercard of Honor VIII, The Decade battent Adrenaline RUSH et Andrew Everett. Le 10 mai, à Global Wars (2014), ils perdent contre les ReDRagon et les Briscoe Brothers, match remporté par ces derniers. Ils battent Jado et Gedo une semaine plus tard lors de War of the Worlds (2014). Le 22 juin, à Best in the World (2014), il perd dans un Six Man Mayhem match pour obtenir une opportunité pour le ROH World Television Championship contre Watanabe, Tadarius Thomas, Caprice Coleman, Tommaso Ciampa et ACH, match remporté par ce dernier. Il manage  ensuite Adam Page. Le 7 décembre, lors de Final Battle (2014), il offre à Mikey Webb une opportunité pour rejoindre The Decade mais ils perdent contre les Brutal Burgers, l'offre devenant ainsi caduque. Frsutré par la défaite d'Adam Page à Final Battle, il entame une rivalité envers son ancien coéquipier Roderick Strong, qu'il affronte le 1er mars lors de 13th Anniversary Show, mais il perd son match. Le 4 avril, à Supercard of Honor IX, il bat Jimmy Jacobs. Le 19 juin, à Best in the World (2015), lui et Adam Page battent ACH et Matt Sydal.

## Palmarès
- Absolute Intense Wrestling[16]
  - 1 fois AIW Intense Champion
  - 1 fois AIW Tag Team Champions avec Jimmy Jacobs (actuellement)
- Heartland Wrestling Association
  - 1 fois HWA Cruiserweight Champion
  - 2 fois HWA Heavyweight Champion

- Independent Wrestling Association East Coast
  - 1 fois IWA East Coast Heavyweight Champion

- Independent Wrestling Association Mid-South
  - 2 fois IWA Mid-South Heavyweight Champion
  - 1 fois IWA Mid-South Light Heavyweight Champion
  - Revolution Strong Style Tournament (2002)
  - Ted Petty Invitational (2002)

- Mad Pro Wrestling
  - 1 fois MPW Heavyweight Champion
- Ring of Honor
  - 4 fois ROH World Tag Team Championship avec Dan Maff (2) et Jimmy Jacobs (2) [17]

## Récompenses des magazines
| Année | 2001 | 2002 | 2003 | 2004 | 2005 | 2006 | 2007 | 2008 | 2009       | 2010       | 2011       | 2012 | 2013 | 2014 | 2015 | 2016 |
| ----- | ---- | ---- | ---- | ---- | ---- | ---- | ---- | ---- | ---------- | ---------- | ---------- | ---- | ---- | ---- | ---- | ---- |
| Rang  | 458  | 239  | 218  | 198  | 207  | 218  | 118  | 152  | Non classé | Non classé | Non classé | 251  | 172  | 160  | 172  | 239  |